# Modulacja delta-sigma

Schemat blokowy przetwornika ΔΣ

Modulacja delta-sigma (ΔΣ), modulacja sigma-delta (ΣΔ) – konwersja analogowo-cyfrowa (A/C), rodzaj modulacji sygnału. Układ realizujący ten rodzaj konwersji jest nazywany modulatorem delta-sigma (modulatorem ΔΣ). Wynikiem działania takiego modulatora jest ciąg bitów zakodowany modulacją gęstości impulsów. Układ scalony realizujący ten sposób modulacji może być wykonany w technologii CMOS.
Modulator ΔΣ wywodzi się z modulatora delta. Wadą modulacji delta (Δ) jest akumulacja błędu demodulowanego sygnału w przypadku, gdy w kanale występuje szum. Dzięki zastosowaniu dodatkowego układu całkującego, przed modulatorem delta, błąd ten zostaje wyeliminowany, uproszczona jest budowa odbiornika, a ponadto m.in. następuje preemfaza składowych niskoczęstotliwościowych sygnału użytecznego.

## Historia
Pierwszy patent powiązany z modulacją delta został złożony w 1948 roku. W 1952 de Jager i Greefkes z Philips Research Laboratories opublikowali pracę na temat modulatora delta. Zainicjowało to serię publikacji na temat modulacji ΔΣ i już w 1962 został opatentowany modulator ΔΣ. Natomiast od lat osiemdziesiątych XX wieku przetworniki delta-sigma stały się popularne w technologii rejestracji i odtwarzania dźwięku.

## Zasada działania
Zasadą działania przetworników ΔΣ jest dokonywanie zgrubnych przybliżeń sygnału celem zmierzenia błędu przybliżenia, scałkowania go oraz późniejszej jego kompensacji. Średnia wartość sygnału na wyjściu jest wtedy równa średniej wartości sygnału na wejściu.
Modulator ΔΣ przenosi informację o amplitudzie sygnału wejściowego. Sygnał wejściowy jest próbkowany z bardzo dużą częstotliwością, wielokrotnie przekraczającą częstotliwość Nyquista. Pozwala to na przybliżanie sygnału i redukcję błędów kwantyzacji do poziomów osiąganych w PCM, pozwalając przy pomocy relatywnie prostych układów osiągać rozdzielczość 16–18 bitów, a nawet 24 bitów w przypadku przetwarzania sygnałów akustycznych. Ciąg impulsów na wyjściu modulatora przedstawia znak różnicy między sygnałem wejściowym a jego przybliżeniem na wyjściu. Analogowy sygnał wyjściowy ma tylko dwa stany wysoki i niski, który ostatecznie tworzy cyfrowy ciąg zero-jedynkowy. Tak uzyskany strumień bitów jest zazwyczaj następnie przekazywany na wyjściowy filtr cyfrowy w celu przekształcenia go na słowa wielobitowe z odpowiednio mniejszą częstotliwością.

## Wykorzystanie
Modulację ΔΣ stosuje się w systemie Super Audio CD – strumień bitów ma tam częstotliwość 2,8224 MHz (1 bit × 64 × 44,1 kHz), a kodowanie funkcjonuje pod komercyjną nazwą Direct Stream Digital.
Modulator ΔΣ jest stosowany jako jeden z elementów jednobitowego przetwornika cyfrowo-analogowego. Dzięki interpolacji sygnału i nadpróbkowania dokonywana jest konwersja sygnału na jego wersję analogową dwustanową. Ostateczną wersję analogową kształtuje wyjściowy filtr dolnoprzepustowy.